# Shakedown (Band)
Shakedown ist ein Schweizer House-Duo, bestehend aus den Brüdern Stéphane Kohler (Mandrax) und Sébastien Kohler (Seb K.) aus Lausanne.

## Werdegang
Das Duo besteht seit 1999, bereits vorher waren die Brüder als DJs und Produzenten aktiv. Die Debütsingle At Night, gesungen von der US-Sängerin Terra Deva, entwickelte sich 2001/2002 zum internationalen Clubhit. 2001 erschien das Debütalbum beim Pariser Label Naïve. Auch die Titel Drowsy with Hope und Love Game erreichten die Charts. Das Duo veröffentlichte auch eine Reihe von Remixes, unter anderem in Zusammenarbeit mit Anyma, Kid Crème, Mousse T., Purple Disco Machine und Peggy Gou.

## Diskografie

### Alben
- 2001: You Think You Know
- 2006: Spellbound

### Singles
- 2001: At Night
- 2001: Get Down
- 2003: Drowsy with Hope
- 2003: Love Game
- 2006: Fantasy
- 2007: Lonely Road
- 2023: Swept Up - Shakedown Remix (Shuttle)
- 2023: Funky And You Know It (Bootsy Collins)
- 2024: I Wanna Rock You - Shakedown Mix (Giorgio Moroder)